# Callovosaurus leedsi
Callovosaurus leedsi Lydekker, 1889 è una specie di dinosauro ornitopode della famiglia Dryosauridae. Noto solo per un femore ritrovato in Inghilterra e descritto da Galton nel 1980, quest'ornitopode riveste una certa importanza nella storia evolutiva dei dinosauri. È infatti la più antica testimonianza fossile (risale al Giurassico medio) di quei grandi dinosauri ornitopodi noti come iguanodonti, che dominarono la scena nel Cretaceo. Callovosaurus, comunque, sembra essere stato piuttosto piccolo (nell'ordine dei 3,5 m). Dapprima classificato come una versione in scala ridotta dei camptosauridi (come Camptosaurus e Draconyx), ora Callovosaurus è ritenuto essere un esponente antico e primitivo dei driosauridi.